# Xavier Boussiron
Xavier Boussiron est un metteur en scène, musicien, compositeur, plasticien, performeur et scénographe français né en 1969 à Luçon.

## Biographie

### Jeunesse et formation
Diplômé des Beaux-arts de Bordeaux en 1992, Xavier Boussiron participe, entre 1993 et 1995, à différentes résidences qui lui permettent d’exposer et de performer à Oaxaca, Montflanquin ou Los Angeles, où Annette Messager et John Baldessari dansent sur des aubades interprétées à l’orgue,.

### Carrière
Il est invité en 1993 à participer à diverses résidences d’artistes au Mexique et en Dordogne ; il édite son premier disque, Rien qu’un coeur de poulet, où il revisite Roy Orbison.
En 1998, il rencontre Sophie Perez qui prépare sa première mise en scène (Mais où est donc passée Esther Williams ?),,. Il en compose la musique de scène originale avant de devenir un des collaborateurs réguliers au sein de la Compagnie du Zerep, créant ainsi plusieurs pièces à deux comme  Le Coup du cric andalou,, Enjambe Charles, Gombrowiczshow ou encore Oncle Gourdin,.
En 2004, il conçoit et réalise Menace de mort et son orchestre, pièce scénique de série B où l’orchestre joue sous hypnose aux Laboratoires d’Aubervilliers,.
Depuis 2005, il mène avec le plasticien Arnaud Labelle-Rojoux un projet sans limite de temps autour de la passion triste qui a donné lieu à des expositions : Les Choses à leur place ; Le Miracle familier et à des publications de livres et de CD.
Il collabore avec Claudia Triozzi pour le spectacle The Family Tree.
En 2005, les Laboratoires éditent, en co-édition avec le Frac Provence-Alpes-Côte d’Azur et le label Suave, le CD des musiques de Menace de Mort.
Il compose la musique de deux films d’Alain Guiraudie et enseigne aujourd'hui aux beaux-arts de Bordeaux.

## Spectacles
- 2004 : El coup du cric andalou de Sophie Perez et Xavier Boussiron, Cie du Zerep
- 2007 : Enjambe Charles de Sophie Perez et Xavier Boussiron, Cie du Zerep
- 2007 : Faire-mettre de Sophie Perez et Xavier Boussiron, Cie du Zerep
- 2008 : Gombrowiczshow de Sophie Perez et Xavier Boussiron d'après Witold Gombrowicz, Cie du Zerep, Théâtre national de Chaillot[22]
- 2010 : Deux masques et la plume de Sophie Perez et Xavier Boussiron, Cie du Zerep
- 2011 : Oncle Gourdin de Sophie Perez et Xavier Boussiron, Cie du Zerep, Festival d'Avignon, Théâtre du Rond-Point[23]
- 2011 : Écarte la gardine, tu verras le proscénium, de Sophie Perez et Xavier Boussiron, Cie du Zerep, actOral Marseille
- 2013 : Broute solo de Nathalie Quintane mise en scène de Sophie Perez et Xavier Boussiron
- 2013 : Prélude à l'agonie de Sophie Perez et Xavier Boussiron, Cie du Zerep, Théâtre du Rond-Point, Les Subsistances[24],[25]

- 2015 : Biopigs de Sophie Perez et Xavier Boussiron, Cie du Zerep, Théâtre Nanterre-Amandiers, Théâtre du Rond-Point[26],[27],[28]
- 2014 : Le Sabot de Sapin, de Sophie Perez et Xavier Boussiron
- 2016 : Le Piège à loup de Sophie Perez et Xavier Boussiron, Cie du Zerep, Ménagerie de verre
- 2017 : La Baignoire de velours de Sophie Perez et Xavier Boussiron, Cie du Zerep
- 2017 : Babarman, mon royaume pour un cirque de Sophie Perez et Xavier Boussiron, Cie du Zerep, Théâtre Nanterre-Amandiers
- 2018 : Purge, Baby, Purge de Sophie Perez et Xavier Boussiron d'après Georges Feydeau, Cie du Zerep, Théâtre Nanterre-Amandiers[29],[30]
- 2018 : Les Chauves-Souris du volcan de Sophie Perez et Xavier Boussiron, Cie du Zerep, Charleroi/Danses, Centre Georges Pompidou
- 2019 : Muchos Kilometros de Sophie Perez et Xavier Boussiron, La Nuit Blanche

### Scénographe
- 2009 : Liliom de Ferenc Molnar, mise en scène Frédéric Bélier-Garcia, Nouveau théâtre d'Angers[31] , Nouveau Théâtre de Montreuil[32]
- 2010 : Yakich et Poupatchée d'Hanoch Levin, mise en scène Frédéric Bélier-Garcia, Nouveau théâtre d'Angers, Théâtre du Nord, Nouveau Théâtre de Montreuil, Théâtre La Criée
- 2011 : La Princesse transformée en steak-frites de Christian Oster, mise en scène Frédéric Bélier-Garcia, Nouveau théâtre d'Angers, Théâtre du Rond-Point, Théâtre La Criée[33]

## Discographie

### Musique de films
- 2009 :  Le Roi de l’évasion d’Alain Guiraudie
- 2018 :  Sofa d’Hélèna Villovitch
- 2022 : Viens je t’emmène d’Alain Guiraudie

## Expositions
- 1998 : Les coulisses de la nuit, Galerie du triangle
- 1998 : Paintings on the rocks/Musique de la carte du tendre au CAPC
- 2009 : Le miracle familier, Le Parvis à Ibos (avec Arnaud Labelle-Rojoux)
- 2017 : La Tempête, CRAC Occitanie
- 2018 : La Tempête -Acte II, CRAC Occitanie
- 2021 : Étant damné, Un épisode de La Passion triste, Galerie Loevenbruck (avec Arnaud Labelle-Rojoux)

## Publications
2007 : Le coeur du mystère, Particules, (avec Arnaud Labelle-Rojoux)